# Mecocerculus calopterus
Mecocerculus calopterus là một loài chim trong họ Tyrannidae.

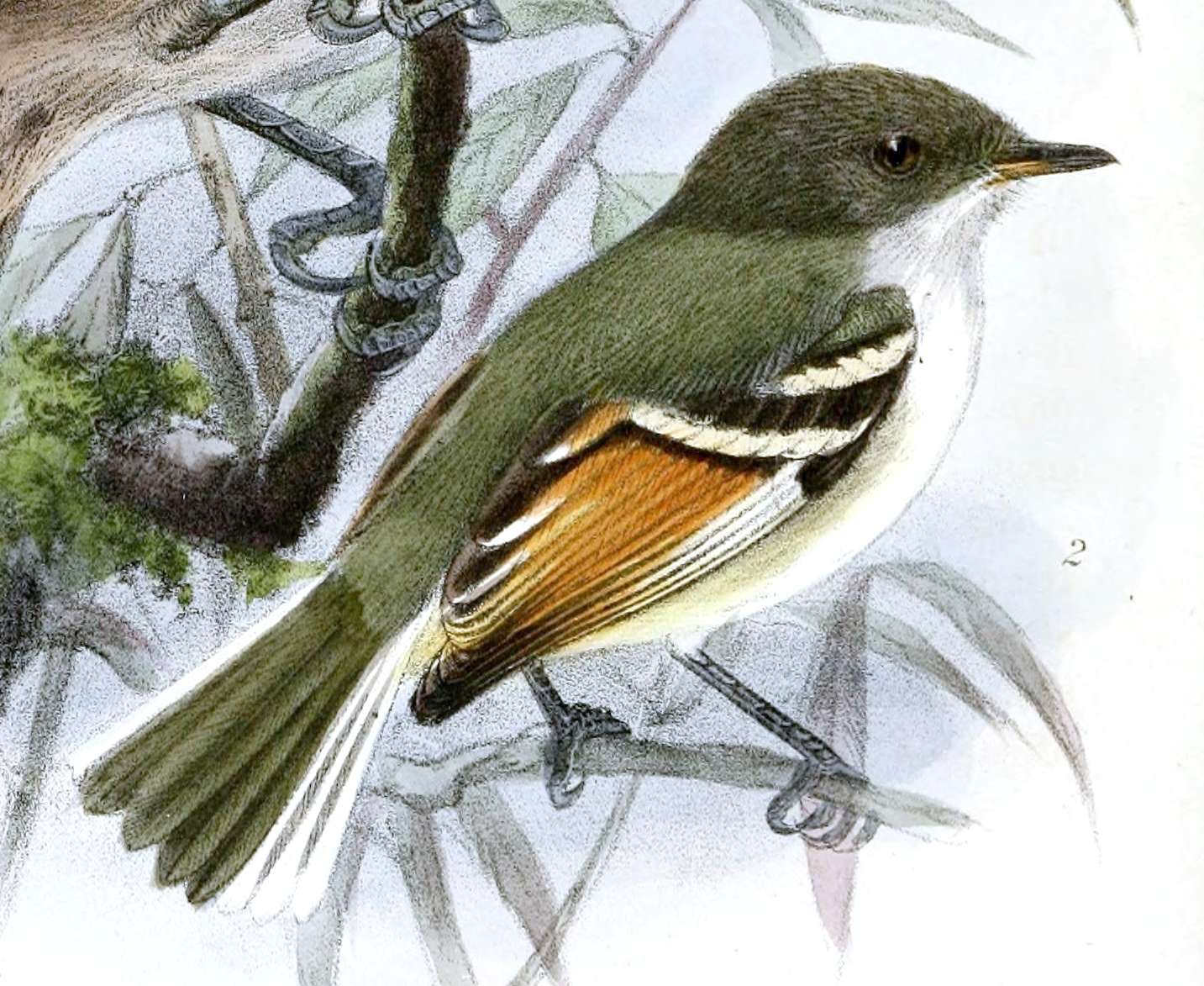